# Susen Tiedtke
Susen Tiedtke (Oost-Berlijn, 23 januari 1969) is een atleet uit Duitsland. Zij was de dochter van Ingrid Tiedtke en Jürgen Tiedtke, beide atleten. Haar zus Pia Tiedtke was een Oost-Duits handbalinternational.
Op de Olympische Zomerspelen van 1992 nam Tiedtke deel aan het onderdeel verspringen, en eindigde op de achtste plaats. Acht jaar later, op de Olympische Zomerspelen van 2000 eindigde ze wederom bij het verspringen op een vijfde plaats.
Op de Wereldkampioenschappen indooratletiek 1993 behaalde ze een zilveren medaille bij het verspringen.
- World Athletics: 14280038